# Phân phối hình học
Trong lý thuyết xác suất và thống kê, các phân phối hình học là một trong hai phân bố xác suất rời rạc:Phân phối xác suất của số X của thử nghiệm Bernoulli cần thiết để có được một thành công, được hỗ trợ trên tập {1, 2, 3,...}.Phân phối xác suất của số Y = X - 1 thất bại trước khi thành công đầu tiên, hỗ trợ trên tập {0, 1, 2, 3,... }.Mà trong số này một gọi là "" phân phối hình học là một vấn đề của hội nghị và thuận tiện..Hai phân phối hình học khác nhau không nên nhầm lẫn với nhau. Thông thường, tên chuyển phân phối hình học được áp dụng cho một cựu (phân phối số lượng X), tuy nhiên, để tránh sự mơ hồ, nó được coi là khôn ngoan để chỉ ra đó là dự định, bằng cách nhắc đến sự hỗ trợ một cách rõ ràng.Đó là khả năng mà sự xuất hiện đầu tiên của sự thành công đòi hỏi k số thử nghiệm độc lập, mỗi thành công xác suất p. Nếu xác suất thành công của mỗi phép thử là p, thì xác suất mà k thứ thử nghiệm (trong số k thử nghiệm) là thành công đầu tiên là.\ Pr (X = k) = (1-p) ^ {k-1} \, p \,cho k = 1, 2, 3,.....Các hình thức trên phân phối hình học được sử dụng để mô hình hóa các số thử nghiệm cho đến khi thành công đầu tiên. Ngược lại, các hình thức sau đây phân phối hình học được sử dụng để mô hình hóa số thất bại cho đến khi thành công đầu tiên:.\ Pr (Y = k) = (1 - p) ^ k \, p \,cho k = 0, 1, 2, 3,....Trong cả hai trường hợp, trình tự của các xác suất là một chuỗi hình học.Ví dụ, giả sử một xúc xắc bình thường được ném liên tục cho đến khi lần đầu tiên một "1" xuất hiện. Phân phối xác suất của số lần nó được ném được hỗ trợ trên các thiết lập vô hạn {1, 2, 3,... } Và là một phân phối hình học với p = {\displaystyle {\frac {1}{6}}}.